# Штрпце (община)
Штрпце (серб. Општина Штрпце/Opština Štrpce, алб. Komuna e Shtërpces) — община в Косове со спорной административной принадлежностью.
Занимаемая площадь — 248 км².
Административный центр общины — город Штрпце. Община Штрпце состоит из 16 населённых пунктов, средняя площадь населённого пункта — 15,5 км².
После упразднения 31 декабря 1965 года скупщина общины Штрпце заново сформирована 10 августа 1988 года. Севце, Врбештица, Брезовица, Йажинце, Штрпце, Беревце и ещё десять сёл Сириничской жупы были вновь объединены воедино общим числом 13 633 жителя, а крупнейшей этнической группой были сербы (66,7 %).
По переписи населения 1991 года, в общине проживали: сербы и черногорцы — 8303 человека (64,15 %), албанцы — 4125 человек (33,83 %). А по переписи 2001 года в общине проживали: сербы и черногорцы — 9099 человек (66,7 %), албанцы — 4,5 тыс. чел. (33.83 %) и цыгане — 34 жителя (0,02 %).
Община Штрпце является вторым по численности регионом компактного проживания сербов на территории Косова. Исторически сложилось, что данный муниципалитет этнически имеет около 70 % сербского населения. На территории муниципалитета параллельно действуют две администрации. Одна — не признаваемая большинством местного населения, но признаваемая руководством Республики Косово в Приштине, возглавляемая Александром Яницевичем, другая, признаваемую Сербией и местным сербским населением, администрацию общины Штрпце автономного края Косово и Метохия возглавляет Звонко Михайлович. Границы обоих образований совпадают.
В общине Штрпце функционирует горнолыжная база Брезовица, поблизости от которой находится живописное озеро Ливадици.

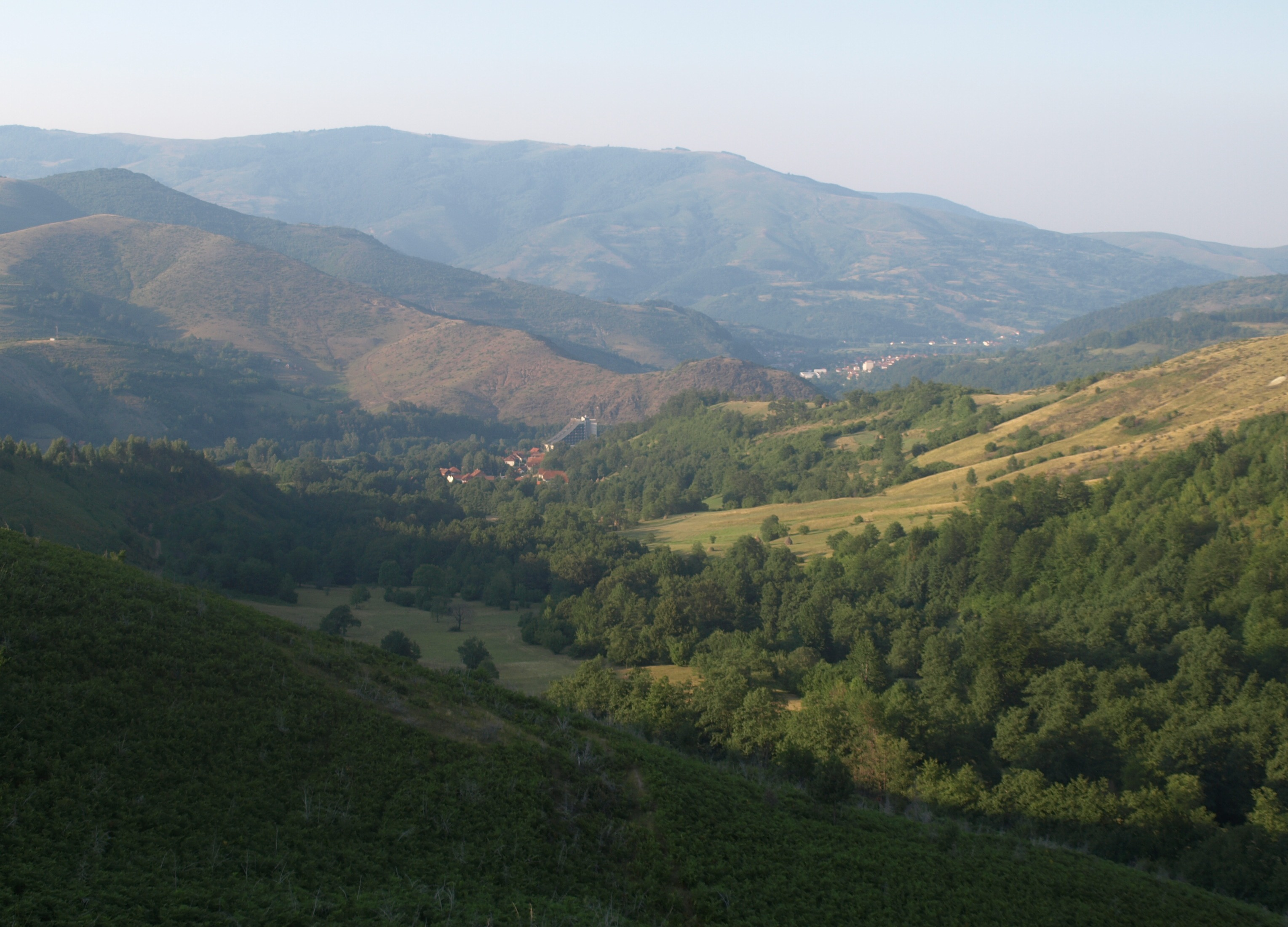
Местность близ Брезовицы

Часть территории общины — территория национального парка Шар-Планина.

## Административная принадлежность
| Сербская позиция                                           | Албанская позиция                            |
| ---------------------------------------------------------- | -------------------------------------------- |
| входит в Косовский округ автономного края Косово и Метохия | входит в Урошевацкий округ Республики Косово |

## Населённые пункты
| - Беревце - Брезовица - Брод - Вича - Врбештица - Горня-Битиня - Готовуша - Доня-Битиня | - Драйковце - Йажинце - Коштанево - Севце - Сушиче - Фирайе - Штрпце |

## Население
| Демография   |         |      |       |      |        |     |       |      |               |
| Год переписи | албанцы | %    | сербы | %    | цыгане | %   | турки | %    | Всё население |
| 1991         | 4125    | 32,8 | 8303  | 66   | 101    | 0,8 | 74    | 0,58 | 12 586        |
| 1999         | 1830    | 16,4 | 9182  | 82,4 | 73     | 0,7 | 73    | 0,7  | 11 145        |
| 2001         | 4500    | 33   | 9099  | 66,7 | 34     | 0,2 | 34    | 0,2  | 13 633        |